# Сакура (Тотиги)
Сакура (яп. さくら市 Сакура-си) — город в Японии, находящийся в префектуре Тотиги. Площадь города составляет 125,46 км², население — 44 020 человек (1 июля 2014), плотность населения — 350,87 чел./км².

## Географическое положение
Город расположен на острове Хонсю в префектуре Тотиги региона Канто. С ним граничат города Уцуномия, Яита, Отавара, Насукарасуяма и посёлки Сиоя, Таканедзава, Накагава.

## Население
Население города составляет 44 020 человек (1 июля 2014), а плотность — 350,87 чел./км². Изменение численности населения с 1980 по 2005 годы:
| 1980 | 34 820 чел. |  |
| 1985 | 35 867 чел. |  |
| 1990 | 36 543 чел. |  |
| 1995 | 38 289 чел. |  |
| 2000 | 40 030 чел. |  |
| 2005 | 41 383 чел. |  |

## Символика
Деревом города считается сакура, цветком — цветок сакуры, птицей — трясогузка.